# Natalie Clein
Natalie Clein (født 25 marts 1977 i Poole, Dorset) er en engelsk cellist.
Hun begyndte at spille cello som seksårig og studerede hos Anna Shuttleworth og Alexander Baillie på the Royal College of Music, hvor hun blev tildelt Queen Elizabeth the Queen Mother Scholarship. Hun har også studeret hos Heinrich Schiff i Wien.
Hun blev kendt, efter hun blev kåret som BBC Young Musician of the Year i 1994, og hun var den første engelske vinder af Eurovisionskonkurrencen for unge solister i Warszawa i 1994. Andre priser er Ingrid zu Solms Cultur Preis og Classical BRIT Award for Young British Performer i 2005.
Clein fik sin debut ved BBC's promenadekoncerter i august 1997.